# Hathipurharbara
Hathipurharbara (nep. हातीपुर हर्बरा) – gaun wikas samiti w środkowej części Nepalu w strefie Dźanakpur w dystrykcie Dhanusa. Według nepalskiego spisu powszechnego z 2011 roku liczył on 754 gospodarstwa domowe i 4139 mieszkańców (2181 kobiet i 1958 mężczyzn).